# Aves de Barlovento
Aves de Barlovento – grupa wysp we wschodniej części archipelagu Wysp Ptasich. Administracyjnie należą do Dependencji Federalnych Wenezueli. Leżą około 160 km na północ od wybrzeży stanu Aragua. Nie posiadają stałych mieszkańców.
Aves de Barlovento składają się 3 dużych i 9 mniejszych wysp. Ich łączna powierzchnia wynosi 1,77 km². Największą wyspą jest Ave de Barlovento. Pozostałe to m.in.: Rubí, Isla del Tesoro, Boba del Este i Boba del Oeste.
Około 18 km na zachód znajduje się druga grupa wyspa archipelagu: Aves de Sotavento. Na głównej wyspie znajduje się latarnia morska.